# Naturschutzzentrum Bergstraße
Das Naturschutzzentrum Bergstraße (NZB) ist eine Einrichtung für Umweltbildung und -erleben an der Hessischen Bergstraße.

## Sitz
Das Naturschutzzentrum mit Außengelände liegt an der Erlache bei Bensheim am Rand einer Senke, die durch den prähistorischen Altneckar entstanden ist. In der Nachbarschaft befindet sich die Kiesgrube Erlache, in der die Sedimente des ehemaligen Flusssystems abgebaut werden. Der renaturierte Teil der Kiesgrube und der angrenzende Altneckararm sind Naturschutzgebiet und EU-Vogelschutzgebiet (Vogelschutzgebiet „Hessische Altneckarschlingen“).
Das Gebäude wurde ausgezeichnet am „Tag der Architektur“ 2005.  Am Gebäude sind zukunftsweisende Techniken und Materialien zu besichtigen: Holzpelletheizung, Solarthermie, Dachbegrünung, Unterschlupf für Tiere am Haus, regionale Baustoffe, Baustoffrecycling und anderes mehr.
Das Gebäude selbst wurde so konstruiert, dass es nicht nur den Vorgaben einer energiesparenden Bauweise entspricht, sondern auch Tieren einen Lebensraum bietet. Am Gebäude selbst brüten Hausrotschwanz, Bachstelze, Kohlmeise, Star und Haussperling. Die Hohlräume unter der Bretterverkleidung werden alljährlich von Rauhautfledermäusen als Paarungsquartier genutzt.

## Profil
Im Naturschutzzentrum befindet sich eine Ausstellung mit wechselnden Schwerpunkten, eine Umweltbibliothek, ein Werkraum und ein Medienraum. Die Ausstellung wurde unterstützt mit Mitteln der Stiftung Hessischer Naturschutz.
Im Außengelände befinden sich Erlebnisbereiche wie Kräuterspirale, Feuerstelle, eine Geologische Wand mit Gesteinen aus dem kristallinen Odenwald, Camera obscura, Froschteich zum eigenständigen Forschen, ein Bauerngarten, mehrere Bienenvölker, eine Trockenmauer, ein Steinbackofen, Summstein und anderes.
Die beiden umweltpädagogischen Standbeine des NZB sind einerseits Fachvorträge, Exkursionen und Ausstellungen für speziell Interessierte, andererseits unmittelbare Naturerfahrung für Kinder und Familien. Denn Menschen frühzeitig an die Natur heranzuführen und zu begeistern, ist eine der Grundideen der Einrichtung.
Als außerschulischer Lernort ist das Naturschutzzentrum Bergstraße seit 2005 Beratungsstelle für die Umweltschulen im Kreis Bergstraße und Odenwald. Seine Veranstaltungen bietet das NZB über ein Jahresprogramm an, das neben festen Terminen auch frei buchbare Angebote für Gruppen enthält. Daneben kann man sich hier auch eigenständig mit der Natur beschäftigen.
Das NZB wurde anlässlich des Hessentags in Heppenheim im Juni 2004 eröffnet und hat die Rechtsform einer gemeinnützigen GmbH. Das NZB ist auch umweltpädagogische Station des Geo-Naturparks Bergstraße Odenwald.
Gesellschafter sind der Landkreis Bergstraße, die Stadt Bensheim, die Stadt Lorsch und die Marketing- und Entwicklungsgesellschaft Bensheim (MEGB).

## Umgebung
Das Naturschutzzentrum Bergstraße liegt im Bereich eines ehemaligen Flusssystems des nacheiszeitlichen Neckarlaufs, der entlang des östlichen Randes der Rheinebene mäandrierte, etwa auf der Höhe von Pfungstadt nach Nordwesten abbog und bei Trebur in den Rhein mündete.
Wegen seiner Bedeutung für die Vogelwelt wurde dieses Gebiet durch das Land Hessen im Umfang von etwa 2.800 ha als europäisches Vogelschutzgebiet „Hessische Altneckarschlingen“ an die EU-Kommission gemeldet.
Es ist heute landesweit das beste Brutgebiet für den Weißstorch und den Teichrohrsänger und gehört zu den fünf besten Brutgebieten für Blaukehlchen, Rohrweihe, Schwarzmilan, Brachvogel, Pirol, Rohrammer, Schwarzkehlchen und andere.
Auch für rastende Vogelarten ist das Gebiet hessenweit bedeutsam. Es ist unter den fünf besten Rastgebieten feuchtlandgebundener Vogelarten wie Bekassine, Flussregenpfeifer, Flussuferläufer, Grünschenkel, Krickente, Rotschenkel, Sichelstrandläufer, Stockente, Waldwasserläufer und Zwergtaucher.
Im Umfeld des Naturschutzzentrum brüten bedrohte Arten wie Rot- und Schwarzmilan, Rohrweihe, Baumfalke und Wanderfalke, Neuntöter, Pirol, Eisvogel, Haubentaucher und viele andere.
Im Dezember 2000 wurden ca. 48 ha in der Umgebung als Naturschutzgebiet „Erlache bei Bensheim“ ausgewiesen. Mit der Unterschutzstellung sollen Erlenbruchwälder und Weidenbestände, Grünland, Röhrichte und Wasserpflanzengesellschaften mit den dort vorkommenden Tier- und Pflanzenarten geschützt werden. Seit Herbst 2017 werden Teile des Gebietes mit Wasserbüffeln beweidet.
Über die Aktivitäten des Naturschutzzentrums soll auch der Schutz dieser Gebiete verbessert werden. Dabei wurden hier z. B. sechs Amphibienarten nachgewiesen und seltene Insektenarten wie der Körnerbock (Megopis scabricornis), einer vom Aussterben bedrohten Käferart der Roten Liste. Auch die Population der Zauneidechse hat sich seit Bestehen des Naturschutzzentrums stark vergrößert.
Der Wanderfalke wurde im Gebiet durch die Schutzbemühungen des Naturschutzzentrums zusammen mit der Stadt Bensheim, dem NABU Hessen und der DB AG überhaupt erst angesiedelt.